# Samme
La Samme est un ruisseau de Belgique prenant sa source à Morlanwelz, arrosant Chapelle-lez-Herlaimont, Manage (Bellecourt), Seneffe (Seneffe, Arquennes, Feluy), Nivelles (Bornival), Braine-le-Comte (Ronquières), ancien affluent de la Sennette se jetant dans le canal Bruxelles-Charleroi à Ronquières.  
Les principaux affluents de la Samme sont :
- le Ry de Brabant
- le ruisseau de Scailmont
- le ruisseau du Chénia
- le ruisseau de l'Étang de Buisseret (affluent le ruisseau de Hainaut)
- le ruisseau de Grandrieux
- le ruisseau Renissart (affluent principal le ruisseau de Rosseignies)
- le ruisseau de Belle Fontaine
- le Neuf-Vivier
- le ruisseau du Bouleau
- la Thisnes